# RTV 2
Radio-televizija Vojvodine 2 ili RTV 2 je vojvođanska televizija i drugi kanal RTV-a. Sjedište televizije je u Novom Sadu. Program emitira na srpskom, hrvatskom, slovačkom, mađarskom, makedonskom, romskom, rumunjskom, rusinskom i ukrajinskom jeziku.